# 香港執照醫生醫學會
香港執照醫生醫學會（英語: The Medical Licentiate Society of Hong Kong, 並更名為 LMCHK SOC）是一個獨立的非營利性專業機構，代表從香港以外的醫學院畢業的醫生，在香港取得（或正在取得）醫療許可證。該集團成立於2017年，並於2019年註冊。它在香港中環設有辦事處。它是香港唯一一家致力於此類醫生的註冊組織。

## 背景
成員醫生畢業於香港以外的醫學院，並在其原本管轄區獲得了醫生執照，然後成功考取了在香港註冊為醫生的資格要求。非本地醫學畢業生在成為香港註冊醫生之前，必須先獲得香港醫務委員會執照。獲得資格的途徑要求通過嚴格的香港醫學執照考試，並接受一段時間的培訓或當地工作經驗。香港醫務委員會執照醫生因此在香港獲得執照和註冊。
在1997年之前，香港醫務委員會執照醫生中絕大多數來自中國大陸和台灣。1997年前的殖民地政府使英聯邦國家的畢業生免於參加執照考試或接受額外的培訓。1997年之後，所有非本地畢業生都必須獲得香港醫務委員會執照醫生許可才能註冊來香港執業。因此，在過去的幾年中，來自世界各地的香港醫務委員會執照醫生數量顯著增加。

## 歷史
自2017年6月15日起，每季度舉行一次（及更多）活動。2019年11月26日，該集團註冊成立為一家非牟利有限責任公司，名稱為香港執照醫生醫學會。執照協會的香港醫務委員會執照醫生來自20多個不同的許可轄區，包括（按醫生的相對數量）：英國、中國大陸、澳大利亞、愛爾蘭、美國、加拿大、南非、臺灣、新加坡、比利時、印度、韓國、尼泊爾、荷屬安的列斯群島、新西蘭、波蘭、葡萄牙、俄羅斯、阿拉伯聯合酋長國和委內瑞拉。
2021年1月，醫委會一年內第五度取消執業資格試執照醫生醫學會，香港執照醫生醫學會對此感到遺憾。

## 宗旨
香港執照醫生醫學會的目標包括：
- 通過聚會和醫學教育來培養香港醫務委員會執照醫生羣體的成長。[13]
- 在香港內外代表香港醫務委員會執照醫生羣體的利益。
- 努力支持考生參加香港醫學執照考試，包括舉行考試複習會。
- 認可公眾教育和參與。[14]
- 促進醫療、專業、安全和教育的最高標準。[15]
- 鼓勵與其他醫生、醫護人員和社區組織合作實現目標。[16][17]

## 管治
香港執照醫生醫學會由其理事會領導，該理事會由9名理事會成員組成。三名理事會成員擔任以下官員職務：主席、名譽秘書和名譽司庫。有3個委員會，包括以下成員：會員服務、醫學教育和行業關係。成員分為4類：正式會員、準會員、榮譽會員和企業會員。只有正式會員可以投票並任職。

## 委員會
香港執照醫生醫學會設有3個委員會，其中包括：成員服務、醫學教育和行業關係。

## 外部鏈接
- 官方網站（页面存档备份，存于）